# Tegernsee (gemeente)
Tegernsee is een gemeente in de Duitse deelstaat Beieren, en maakt deel uit van de Landkreis Miesbach.
Tegernsee telt 3.652 inwoners.
De plaats ligt in het zuiden van Beieren, ten zuiden van München, aan het gelijknamige meer, op een hoogte van 730 meter boven de zeespiegel.

## Abdij van Tegernsee
In Tegernsee staat een voormalige benedictijnenabdij die in 756 werd gesticht.

## Geboren
- Oimara (1992), zangeres

Bad Wiessee ·
Bayrischzell ·
Fischbachau ·
Gmund am Tegernsee ·
Hausham ·
Holzkirchen ·
Irschenberg ·
Kreuth ·
Miesbach ·
Otterfing ·
Rottach-Egern ·
Schliersee ·
Tegernsee ·
Valley ·
Waakirchen ·
Warngau ·
Weyarn